# 고노 슈토
고노 슈토(일본어: 幸野 志有人, 1993년 5월 4일 ~ )는 일본의 축구 선수이다.

## 구단 경력
그는 2010년부터 2019년까지 J리그의 FC 도쿄, 오이타 트리니타, FC 마치다 젤비아, V-파렌 나가사키, 제프 유나이티드 지바, 레노파 야마구치 FC에서 활동하였다.

## 국가대표팀 경력
그는 2009년 FIFA U-17 월드컵에 참가할 일본 U-17 국가대표팀에 발탁되었으며, 1경기에 출전했다. 2013년 AFC U-22 축구 선수권 대회에도 출전했다.